# ایکیرا
ایکیرا (انگلیسی: Iquira) نام شهری در کشور کلمبیا است.